# Паскагула (река)
Паскагула (на английски: Pascagoula River) е река, дълга повече от 80 мили (130 км), Която тече в югоизточноМисисипи в САЩ.
Водосборният басейн на реката е с площ от около 8800 кв. мили (23 000 км2). Влива се в Мисисипи Саунд в Мексиканския залив. Басейнът на Паскагула е под управлението на Пат Харисън Уотъруей Дистрикт
Тя е важна като единствената незасегната (или почти незасегната) река, която излива повече от 10 km3 (2,4 cu mi) вода годишно, изтичащи от Съединените щати в Мексиканския залив, и може би единствената в класификацията на CFA Кеппен класификация на климата зона във всяка точка на света, с най-близките показатели с Жукиа и Итажаи в югоизточна Бразилия (Ян Дзян и Шинаногава, сравними с Бразилските реки, но са по – незначителни като CFAзона). Като резултат, Паскагула в днешно време е в центъра на вниманието в полагането на по-големи усилия за нейното запазване и да се предотврати изграждането на язовири по нея.
Окръжния управител по водата предложи изграждането на множество язовири в притоците, които се наричат Голям и Малък Кедър, потоци помагащи на реката да тече по време на суша, както се случва на 6 септември 2015 г. повишавайки нивото с 1: 15 фута и на 8 октомври 2000 г., с.20 фута (Греъм Фери сензор).
Окръзите Джордж и Джаксън, и двата разположени на залива, са два отделни управлявани природни области, наречени водни маршрути – Уотър Трейлс, които осигуряват контролиран отдих, като например къмпинг, наблюдение на птици, или каране на кану-каяк.

## Течение
Паскагула се формира в северозападната част на окръгДжордж от сливането на реките Лийф и Чикасоуей Ривър, които текат на юг през блатистите наводнени райони на окръзите Джордж и Джаксън. В долното си течение реката образува няколко канала и ръкави; най-големият от които е Уест Паскагула, който се влива в Мисисипи Саунд при Готиър. Основният канал минава през Ескатопа и Мос Пойнт и се влива в Мисисипи Саунд при Паскагула.